# Cửa khẩu Houay La
Cửa khẩu Houay La là cửa khẩu đường bộ ở ban Houay La (bản Huổi Lả) muang May (Mường Mày) tỉnh Phongsaly, CHDCND Lào .
Cửa khẩu Houay La thông thương với cửa khẩu Si Pa Phìn 21°43′47″B 102°55′37″Đ / 21,729629°B 102,926815°Đ tại vùng đất bản Tân Phong xã Si Pa Phìn huyện Nậm Pồ tỉnh Điện Biên, Việt Nam .
Cửa khẩu Houay La được giới chức hai tỉnh Phongsaly và Điện Biên khai trương ngày 15/12/2010 . Tuy nhiên cả hai bên biên giới là vùng chưa phát triển, hoạt động giao thương tại hai cửa khẩu chủ yếu là trao đổi hàng hóa theo chợ phiên.
Đến năm 2019 cặp cửa khẩu Houay La - Si Pa Phìn là cửa khẩu quốc gia, không mở cửa cho người nước ngoài qua lại.